# Semen (geslacht)
Semen is een geslacht van vliesvleugeligen uit de familie Encyrtidae. De wetenschappelijke naam van dit geslacht is voor het eerst geldig gepubliceerd in 1954 door Hoffer.

## Soorten
Het geslacht Semen is monotypisch en omvat slechts de volgende soort:
- Semen apterum Hoffer, 1954